# Isatou Jallow
Isatou Jallow (Isatou Basse Jallow, geb. am 10. Oktober 1997) ist eine gambische Fußballspielerin.

## Verein
Mindestens ab 2009 spielte sie beim Waterman FC. Im Juli 2011 wechselte Jallow zum Interior FC. Weil sie schon innerhalb einer Karenzzeit von 14 Tagen nach dem Wechsel in einem Spiel gegen die Red Scorpions eingesetzt wurde, wurde das Spiel später von der Gambia Football Association (GFA) 0:2 gewertet, was zu Protesten seitens Interior führte.
Im Oktober 2018 wurde ihr Wechsel vom Interior FC zum israelischen Verein FC Ramat haScharon für eine Saison mit der Option für eine Verlängerung bekannt. Damit ist sie die erste gambische Fußballerin, die in einen ausländischen Profiverein wechselt. Bei drei Einsätzen im November 2018 schoss sie ein Tor.
Ende Februar 2019 wurde ihr Wechsel zu den Rivers Angels nach Nigeria für den Rest des Jahres mit möglicher Verlängerung bekannt.

## Nationalteam
2009 gehörte sie einer Vorauswahl an, aus der ein gambisches Nationalteam der Frauen entstehen sollte.
2012 gehörte sie dem U-17-Team an, das sich für die U-17-Fußball-Weltmeisterschaft der Frauen in Aserbaidschan qualifizieren konnte. Das Team verlor alle drei Gruppenspiele deutlich und wurde Gruppenletzter.
Ende Januar 2014 war ihr Einsatz für das gambische Nationalteam der Frauen in einem Freundschaftsspiel gegen Guinea-Bissau vorgesehen, das jedoch kurzfristig abgesagt wurde. Dieselbe Situation wiederholte sich im August 2017 bei einem Freundschaftsspiel gegen Kap Verde. Im November 2015 spielte sie mit einer gambischen Auswahl gegen das schottische Team Glasgow Girls F.C., das zu Besuch in Gambia war, und erzielte ein Tor.
Am 16. September 2017 hatte das Team sein erstes offizielles internationales Spiel gegen Guinea-Bissau, bei dem Jallow ein Tor schießen konnte.
Bei der Qualifikation für den Afrika-Cup der Frauen 2018 trat sie mit dem gambischen Team an, schied aber in der zweiten Runde gegen Nigeria aus, das später den Titel gewann.